# Accord sur le commerce intérieur au Canada
L’Accord sur le commerce intérieur au Canada (ACI) est une entente commerciale intergouvernementale conclue le 18 juillet 1994 entre les premiers ministres des gouvernements fédéral (Canada), provinciaux (Alberta, Colombie-Britannique, Île-du-Prince-Édouard, Manitoba, Nouveau-Brunswick, Nouvelle-Écosse, Ontario, Québec, Saskatchewan et Terre-Neuve-et-Labrador) et territoriaux (Territoires du Nord-Ouest et Yukon). L’ACI entre en vigueur le 1er juillet 1995 et subit subséquemment quelques modifications. Il est à noter que le territoire autonome du Nunavut, créé en 1999, soit après la mise en place de l’entente, n’en est pas signataire, mais agit plutôt à titre d’observateur. 

## Historique

### Contexte
La Loi constitutionnelle de 1867, qui établit les fondements du fédéralisme canadien, divise les compétences entre les gouvernements fédéral et provinciaux. Les décisions des tribunaux ont bâti une jurisprudence consacrant les barrières tarifaires comme seules mesures visées, ce faisant, les provinces peuvent utiliser les barrières non tarifaires. Conséquemment, les obstacles au commerce intérieur s’accumulent. 
Leurs répercussions économiques négatives commencent à être reconnues dans les années 1980. S’ensuit une conjoncture économique et politique particulière qui met la table à la signature de l’ACI. D’une part, des rapports officiels du gouvernement du Canada (Commission royale sur l’union économique et les perspectives de développement du Canada de 1985; Rapport du Comité intergouvernemental des ministres sur le commerce intérieur en 1987) démontrent tous deux clairement les coûts exorbitants qu’entraînent les limites au commerce entre les provinces pour l’économie canadienne. D’autre part, l’essor du libéralisme économique se fait sentir au niveau international avec le GATT et l’ALENA S’adjoignent de fortes pressions politiques demandant la démonstration de l’efficacité économique du fédéralisme canadien dont l’échec des pourparlers constitutionnels du lac Meech (1990) et de Charlottetown (1991) ainsi que la tenue imminente du référendum de 1995 au Québec (1995). Dans ce contexte, l’ACI est signé le 18 juillet 1994 et entre en vigueur le 1er juillet de l’année suivante.

## Ce qu’est l’ACI
Sa forme emprunte une structure identique aux principaux traités de commerce internationaux. Il comprend dix-huit chapitres couvrant divers sujets. L’objectif de l’Accord est le suivant :

« Les Parties souhaitent réduire et éliminer, dans la mesure du possible, les obstacles à la libre circulation des personnes, des produits, des services et des investissements à l’intérieur du Canada, et établir un marché intérieur ouvert, performant et stable. Toutes les Parties reconnaissent que l’accroissement du commerce et de la mobilité à l’intérieur du Canada peut contribuer à la réalisation de cet objectif. (Art. 100, ACI) »

L’ACI cible onze secteurs spécifiques et ses dispositions s’appliquent uniquement à la liste des produits explicités dans l’entente et prévoit de nombreuses exceptions. Cela a pour but de réduire les barrières commerciales entre les provinces que sont les disparités des barrières techniques et les chevauchements ou écarts des mesures règlementaires. Les règles générales communément utilisées dans les accords multilatéraux similaires sont appliquées, soit le principe de non-discrimination réciproque, les droits d’entrée et de sortie, l’absence d’obstacles inutiles, la reconnaissance d’objectifs légitimes, la conciliation des normes ainsi que le précepte de transparence.
La gouvernance de l’ACI comporte deux institutions spécifiques :
- Premièrement, le Comité du commerce intérieur composé de représentants ministériels de chacune des parties prenantes ;
- Deuxièmement, le Secrétariat du commerce intérieur, qui fournit le soutien administratif et opérationnel nécessaires à l’application de l’Accord.

Des groupes de travail ad hoc peuvent être mis sur pied selon les besoins. L’ACI prévoit également un dispositif en matière de règlement des différends qui  s’applique pour tout contentieux relatif au commerce intérieur des produits visés. Une plainte peut y être déposée par une province, une personne morale ou physique. Par contre, les obligations de l’ACI n’apportent aucune modifications aux pouvoirs et responsabilités constitutionnels au Canada. L’Accord n’engage les gouvernements que sur le plan politique et non de façon juridique.